# Blub, ik ben een vis (K3)
Blub, ik ben een vis is een single van K3 uit 2001. De single werd alleen in Nederland uitgegeven. In Vlaanderen verscheen het nummer als B-kant van de single Tele-Romeo. Het is afkomstig van K3's studioalbum Tele-Romeo.
Blub, ik ben een vis werd opgenomen voor de Nederlandstalige versie van de Deense film Hjælp, jeg er en fisk. Het nummer is oorspronkelijk geschreven door Jesper Winge Leisner als Help! I'm a fish (Little yellow fish) en uitgebracht door de Deense groep Little Trees. De Nederlandstalige tekst werd geschreven door Alain Vande Putte.

## Hitnoteringen

### Nederlandse Top 40
| Hitnotering: week 41 t/m 50 in 2001 | Hitnotering: week 41 t/m 50 in 2001 | Hitnotering: week 41 t/m 50 in 2001 | Hitnotering: week 41 t/m 50 in 2001 | Hitnotering: week 41 t/m 50 in 2001 | Hitnotering: week 41 t/m 50 in 2001 | Hitnotering: week 41 t/m 50 in 2001 | Hitnotering: week 41 t/m 50 in 2001 | Hitnotering: week 41 t/m 50 in 2001 | Hitnotering: week 41 t/m 50 in 2001 | Hitnotering: week 41 t/m 50 in 2001 | Hitnotering: week 41 t/m 50 in 2001 |
| Week:                               | 1                                   | 2                                   | 3                                   | 4                                   | 5                                   | 6                                   | 7                                   | 8                                   | 9                                   | 10                                  |                                     |
| ----------------------------------- | ----------------------------------- | ----------------------------------- | ----------------------------------- | ----------------------------------- | ----------------------------------- | ----------------------------------- | ----------------------------------- | ----------------------------------- | ----------------------------------- | ----------------------------------- | ----------------------------------- |
| Positie:                            | 33                                  | 20                                  | 19                                  | 18                                  | 21                                  | 22                                  | 29                                  | 20                                  | 20                                  | 28                                  | uit                                 |

### NederlandseSingle Top 100
| Hitnotering: 6-10-2001 t/m 22-2-2002 | Hitnotering: 6-10-2001 t/m 22-2-2002 | Hitnotering: 6-10-2001 t/m 22-2-2002 | Hitnotering: 6-10-2001 t/m 22-2-2002 | Hitnotering: 6-10-2001 t/m 22-2-2002 | Hitnotering: 6-10-2001 t/m 22-2-2002 | Hitnotering: 6-10-2001 t/m 22-2-2002 | Hitnotering: 6-10-2001 t/m 22-2-2002 | Hitnotering: 6-10-2001 t/m 22-2-2002 | Hitnotering: 6-10-2001 t/m 22-2-2002 | Hitnotering: 6-10-2001 t/m 22-2-2002 | Hitnotering: 6-10-2001 t/m 22-2-2002 | Hitnotering: 6-10-2001 t/m 22-2-2002 | Hitnotering: 6-10-2001 t/m 22-2-2002 | Hitnotering: 6-10-2001 t/m 22-2-2002 | Hitnotering: 6-10-2001 t/m 22-2-2002 | Hitnotering: 6-10-2001 t/m 22-2-2002 | Hitnotering: 6-10-2001 t/m 22-2-2002 | Hitnotering: 6-10-2001 t/m 22-2-2002 | Hitnotering: 6-10-2001 t/m 22-2-2002 | Hitnotering: 6-10-2001 t/m 22-2-2002 |
| Week:                                | 1                                    | 2                                    | 3                                    | 4                                    | 5                                    | 6                                    | 7                                    | 8                                    | 9                                    | 10                                   | 11                                   | 12                                   | 13                                   | 14                                   | 15                                   | 16                                   | 17                                   | 18                                   | 19                                   |                                      |
| ------------------------------------ | ------------------------------------ | ------------------------------------ | ------------------------------------ | ------------------------------------ | ------------------------------------ | ------------------------------------ | ------------------------------------ | ------------------------------------ | ------------------------------------ | ------------------------------------ | ------------------------------------ | ------------------------------------ | ------------------------------------ | ------------------------------------ | ------------------------------------ | ------------------------------------ | ------------------------------------ | ------------------------------------ | ------------------------------------ | ------------------------------------ |
| Positie:                             | 27                                   | 14                                   | 12                                   | 11                                   | 12                                   | 16                                   | 16                                   | 13                                   | 12                                   | 11                                   | 11                                   | 21                                   | 24                                   | 25                                   | 34                                   | 40                                   | 49                                   | 71                                   | 80                                   | uit                                  |